# Disporum cantoniense
Disporum cantoniense là một loài thực vật có hoa trong họ Măng tây. Loài này được (Lour.) Merr. mô tả khoa học đầu tiên năm 1919.

## Hình ảnh

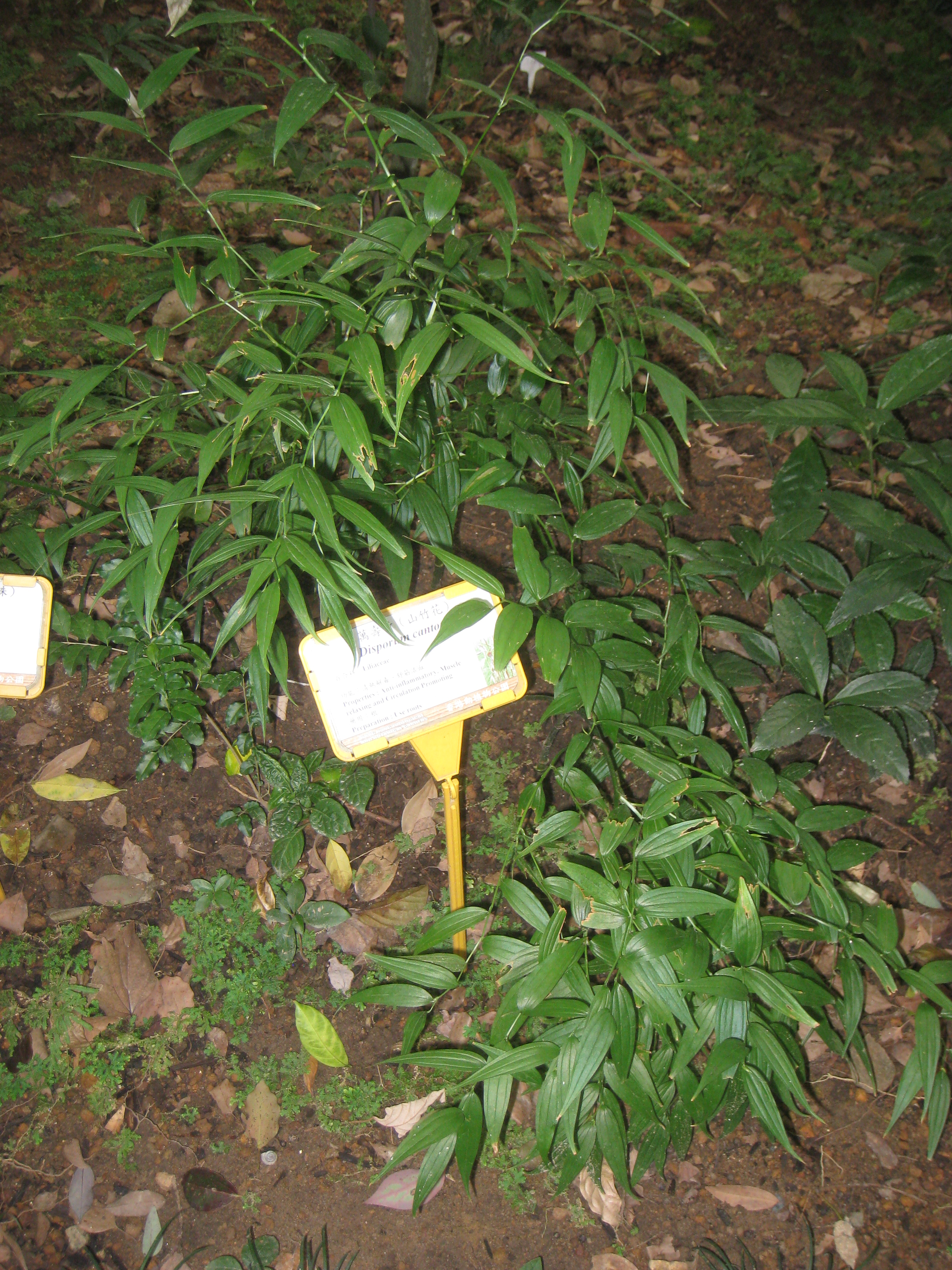